# Стрілиця (Бузулуцький район)
Стрі́лиця (рос. Стрелица) — селище у складі Бузулуцького району Оренбурзької області, Росія.

## Населення
Населення — 10 осіб (2010; 20 у 2002).
Національний склад (станом на 2002 рік):
- росіяни — 75 %